# Млайтинці
Млайтинці (словен. Mlajtinci) — поселення в общині Моравське Топлице, Помурський регіон, Словенія. Висота над рівнем моря: 183,7 м.